# Benaocaz
Benaocaz és una localitat de la província de Cadis, Andalusia, Espanya.
L'any 2006 tenia 729 habitants. La seva extensió superficial és de 70 km² i té una densitat de 10,4 hab/km². Les seves coordenades geogràfiques són 36° 42′ N, 5° 25′ O. Està situada a una altitud de 793 metres i a 120 kilòmetres de la capital de la província, Cadis.